# Holopelus piger
Holopelus piger là một loài nhện trong họ Thomisidae.
Loài này thuộc chi Holopelus. Holopelus piger được Octavius Pickard-Cambridge miêu tả năm 1899.